# Thermopylae (Schiff, 1891)
Die Thermopylae war ein britisches Passagier- und Frachtschiff, das 1899 strandete. Sie war ein Dampfschiff mit zusätzlicher Besegelung, getakelt war der Dreimaster als Rahschoner.

## Geschichte
Das Stahlschiff mit Klipperbug wurde 1891 bei Hall, Russell & Co. Ltd. in Aberdeen gebaut. Sein erster Kapitän war Alexander Simpson. Eingesetzt wurde es für Fahrten zwischen Australien und England bzw. Südafrika und England; es gehörte zur Aberdeen White Star Line von George Thompson & Co. in London. 1896 wurde eine Kältemaschine für den Transport von Gefrierfleisch eingebaut. Ein Gemälde aus dem Jahr 1893 von W. Hutchieson, das das Schiff zeigt, befindet sich in der Sammlung der Aberdeen Art Gallery & Museums.

### Die Strandung
Die Thermopylae geriet unter Kapitän William Phillip junior, der das Kommando auf dem Schiff etwa zwei Jahre vorher übernommen hatte und schon lange im Dienst seiner Eigner stand, in der Nacht vom 11. zum 12. September 1899 in der Nähe von Kapstadt in Seenot und musste aufgegeben werden. Die Menschen und die Post an Bord konnten gerettet werden, die Ladung wäre größtenteils nur mit Hilfe von Tauchern aus dem Wrack zu holen gewesen.

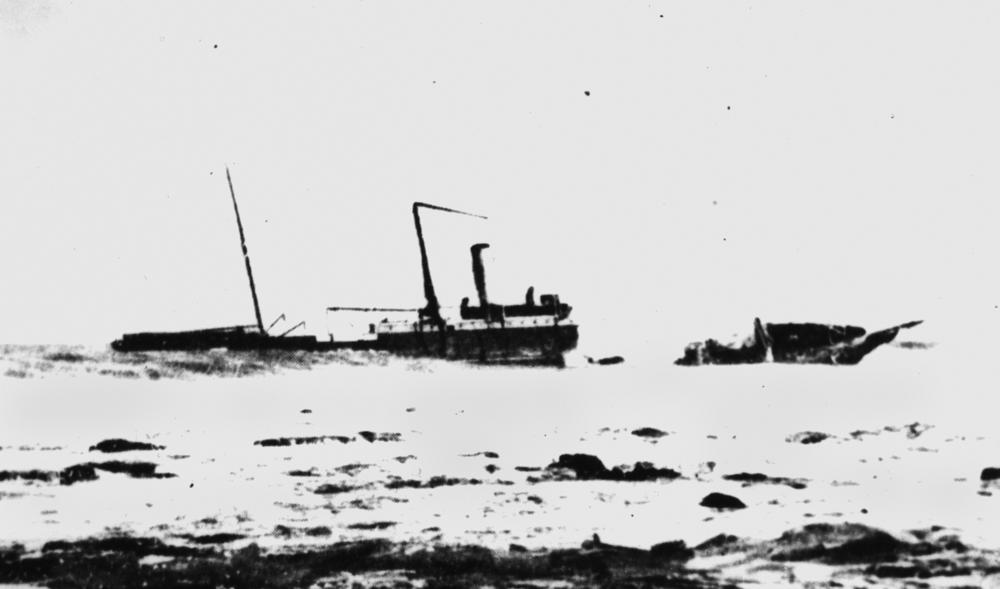
Foto der gestrandeten Thermopylae

Laut dem Untersuchungsbericht trug sich das Unglück im Einzelnen wie folgt zu: Die Thermopylae hatte am 11. August 1899 in Sydney abgelegt und befand sich auf der Reise nach London über Melbourne, Albany, Port Natal und Table Bay. An Bord befanden sich 52 Passagiere und 84 Besatzungsmitglieder; das Schiff war voll beladen, unter anderem mit Wolle und Lebensmitteln. Am 11. September 1899 passierte das Schiff abends das Leuchtfeuer von Cape Point; um 22.00 Uhr kam laut Aussage des Kapitäns – die Unterlagen, die auf dem Schiff benutzt wurden, gingen bei dem Unglück offenbar verloren – das Leuchtfeuer von Robben Island in Sicht. Zwanzig Minuten später änderte der Kapitän angesichts des grünen Leuchtfeuers von Green Point den Kurs in östlicher Richtung, um das Schiff von allen Gefahrenpunkten zwischen Green Point und Whale Rock fernzuhalten. Nach einiger Zeit kam das rote Licht von Mouille Point in Sicht. Der Kapitän hatte die Route schon mehrfach auf diese Weise zurückgelegt und war sich keiner Gefahr für sein Schiff bewusst, stellte aber dann plötzlich fest, dass das Leuchtfeuer von Mouille Point viel näher zu sein schien als zu erwarten war, während sich der Abstand zum Leuchtfeuer von Green Point nicht wahrnehmbar geändert zu haben schien. Wenig später leitete er ein Ausweichmanöver ein, das aber zu spät kam. Das Schiff lief mit einer Geschwindigkeit von etwa zehn Knoten auf einen Felsen auf, der sich in einer Entfernung von etwa einer Viertelmeile vor dem Leuchtturm von Green Point befand. Mannschaft und Kapitän taten alles, was in ihrer Macht stand, um die Menschen an Bord und die Ladung zu retten. Niemand kam bei dem Unglück zu Tode.
Im Gegensatz zu anderen Berichten, in denen von dichtem Nebel die Rede war, erklärte der Untersuchungsausschuss, es habe auf See ausreichende Sicht geherrscht. Der Kapitän habe sich eines Versäumnisses schuldig gemacht, weil er die angenommene Position seines Schiffes nicht verifiziert habe. Deshalb wurde vorgeschlagen, William Phillips junior für sechs Monate vom Dienst zu suspendieren.
Nur mit etwa 15.000 Pfund versichert, war das Schiff eigentlich über 80.000 Pfund wert. Ein Teil des Wracks ist noch oberhalb der Wasserlinie zu sehen.

### Die Rennpferde
Zwei Rennpferde namens Kiora und Chesney, die in einem Verschlag an Deck transportiert worden waren, konnten noch rechtzeitig befreit werden und retteten sich verletzt an Land. Chesney war in Melbourne, Kiora in Sydney verladen worden. Chesney war zum Zeitpunkt seines Transports gerade für 2000 Guineen nach England verkauft worden. Kiora lief Jahre später, 1904, beim Grand National in Liverpool und verlor gegen Moifaa, dem später oft das Schiffsabenteuer zugeschrieben wurde, das Kiora und Chesney überlebt hatten.